# 熱列瓦
50°53′18″N 29°42′59″E / 50.88833°N 29.71639°E
熱雷瓦（烏克蘭語：Жерева）是位於烏克蘭北部的村莊，由基辅州维什霍罗德区的伊萬基夫市鎮負責管轄。該村處於熱列瓦河畔，面積0.6平方公里，海拔高度125米，2001年人口89。